# Горений Поток
Горений Поток (словен. Gorenji Potok) — поселення в общині Костел, регіон Південно-Східна Словенія, Словенія. Висота над рівнем моря: 371,4 м.